# Mareuil-sur-Ourcq
 Mareuil-sur-Ourcq  es una población y comuna francesa, en la región de Picardía, departamento de Oise, en el distrito de Senlis y cantón de Betz.

## Demografía
| 557 | 585 | 576 | 976 | 1411 | 1439 |
| Para los censos de 1962 a 1999 la población legal corresponde a la población sin duplicidades (Fuente: INSEE [Consultar]) |     |     |     |      |      |